# 닐로 밸래리

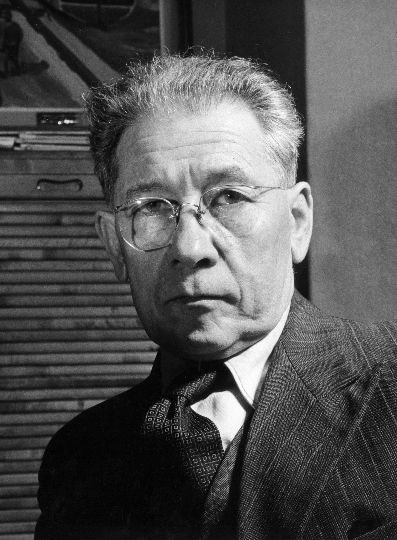
1955년의 밸래리.

닐로 프란스 밸래리(핀란드어: Niilo Frans Wälläri: 1897년 7월 6일 - 1967년 8월 25일)는 핀란드의 노동운동가, 정치인이다. 1922년에서 1923년까지 핀란드 사회주의노동자당 주석, 1938년부터 죽을 때까지 핀란드선원연합 주석을 역임했다.

## 초기생
푼칼라이둔 출신의 피혁장인 프란스 밸래리의 아들로 태어났다. 부모는 슬하에 자녀를 8명 낳았는데, 그 중 장남이었던 닐로가 12세였을 때 부친이 죽었다.
밸래리는 1913년부터 배를 타기 시작해 3년 뒤 미국에 건너갔다. 미국에서 밸래리는 세계산업노동자연맹(IWW)에 참여하면서 생디칼리슴 이념을 익혔다. 밸래리는 재미핀인 사회주의자연맹이 미네소타주에 세운 노동인민대학에서 레오 라우키 등에게 배웠다. 1919년 3월, 밸래리는 사유지 무단침입 혐의로 체포된 뒤 추방형을 선고받았다. 몇 주 뒤 보석으로 나온 뒤 IWW의 핀란드어 잡지 『티에 바파우텐』 편집일을 하다 1920년 10월 추방형이 집행되었다.

## 핀란드 귀국과 비소련 좌파 활동
밸래리는 1920년 11월 핀란드로 귀국했으나, 핀란드 내전에서 우파가 승리한 직후의 정치상황 때문에 곧바로 러시아 페트로그라드로 갔다. 2월에 귀국한 뒤 밸래리는 핀란드 사회주의노동자당(SSTP) 우시마 지구당 서기로 선출되었다. 1922년 밸래리는 SSTP 당주석으로 선출되었고, 1922년 여름에는 핀란드 공산당(SKP) 핀란드뷰로 국원으로 선출되었다 1920년대 초에 밸래리는 또한 사무직원동맹에서도 상근직을 맡았다.
1922년 말, 밸리리와 쿠스티 쿨로가 핀란드뷰로의 몇 가지 결정에 따르지 못하자 SKP 중앙위원회는 그들이 “당 기율을 위반했다”고 질책했다. SSTP 지도자들은 레오 라우키와 아돌프 타이미에게 특히 비판을 받았다. 1923년 5월 당주석에서 낙마한 밸래리는 핀란드 노동자당(STP)으로 이름이 바뀐 당의 서기장을 맡았다. 같은 해 가을, 핀란드 당국은 STP를 해산하고 그 지도부와 소속 의원들을 체포했다. 밸래리는 11월에 재판을 받았다.
탐미사리 노역장에 수용된 밸래리는 함께 체포된 다른 SKP 간부들과 논쟁했다. SKP 중앙위의 지도에 불만을 품은 밸래리는 뜻을 같이하는 동지들(주로 노조 계열)을 모아 「이민 간 자들 좀 없어졌으면!」(핀란드어: "Irti emigranteista")이라는 소책자를 작성, 핀란드 현지에 있지도 않은 SKP 당중앙이 이래라저래라 독선적 지도를 하는 것을 비판했다.
밸래리와 그 지지자들은 1920년대 말 석방된 뒤 1929년 핀란드 노동자좌파집단을 만들었고, 남부의 공업도시들에서 다소간의 지지를 얻을 수 있었다. SKP는 코민테른의 지도성을 부정하는 노동자좌파집단을 변절자들이라고 낙인찍었다. 1930년, 밸래리는 핀란드 사회주의노동자협회 중앙위원회 중앙위원이 되었고, 사회민주당원들과 힘을 합쳐 핀란드 노동조합중앙동맹(SAK)을 설립했다.

## 2차대전기 활동
밸래리는 계속전쟁 당시 핀란드 국가지도부가 독일에 기우는 것을 강하게 반대했다. 내무장관 토이보 호렐리는 1942년 밸래리를 이적행위 혐의로 심문했다. 밸래리는 자신이 영국의 노조운동가들과 접촉했음을 시인하고 스웨덴으로 외유를 떠났다. 1942년 2월 SAK 이사회는 이 문제를 논의하고, 밸래리에게 사임을 권고했지만 밸래리는 사임을 거부했고 선원노조 주석직에서도 물러나지 않았다. 그러나 밸래리는 구속되는 것은 면했는데, 선원노조 주석인 그를 건드렸다가 선원들이 보복성 파업을 할 것을 당국이 두려워했기 때문이고, 또한 소련의 선전방송이 지속적으로 밸래리를 비난했기 때문이다. 밸래리는 2차대전 동안 선원노조 사무실을 스톡홀름으로 옮겼다.
이 시기 밸래리와 그의 선원노조는 유대인들이 독일로 끌려가는 것을 방해했고, 그 공로를 인정받아 전후 이스라엘 선원노조에게 명예조합원증과 감사메달을 수여받았다.

## 말년생
전쟁이 끝난 뒤 밸래리는 사회주의통일당(SYP)에 잠시 몸담았다.
1950년대 말, 밸래리는 공산당원들이 SAK를 장악해가자 선원노조를 이끌고 SAK를 이탈했고, 나중에 핀란드 노동조합연맹(SAJ)에 가맹했다. 선원노조 지도자로서 밸래리는 남자 선원들의 병역 면제를 요구하는 등, 노동자들의 이권을 확보하기 위해 여러 차례 파업을 협박하는 것으로 이름을 떨쳤다. 선원노조 조합원들이 주석 밸래리를 신뢰했고, 제조업 수출로 먹고사는 핀란드는 해운이 막히면 큰일나기 때문에 밸래리의 강경한 자세는 큰 효과가 있었다. 기업주들 뿐 아니라 정치인들도 그를 두려워했다.
또한 밸래리는 수오멘 요우첸호의 보존에도 기여했다. 당시 많은 노후 범선들이 스크랩 처리되던 와중, 밸래리는 수오멘 요우첸호를 보존하지 않으면 파업할 것이라고 협박했다. 당국이 굴복하여 1961년 배를 투르쿠 선원직업학교로 보냈다.
닐로 밸래리는 향년 70세로 1967년 죽었고, 헬싱키 말미 묘지에 묻혔다. 무덤 번호는 45-4-112다.